# Victoria Montou
 (août 2017).
Victoria Montou, connue sous le nom de « Toya » ou encore Tante Toya, morte le 12 juin 1805, est une personnalité de la Révolution haïtienne et compagnon d'armes de son neveu Jean-Jacques Dessalines, futur empereur d'Haïti en 1804, qui fut faite duchesse à la fin de sa vie.  

## Premières années
Victoria Montou dite « Toya » fut une esclave travaillant sur l’habitation du colon Henri Duclos, propriétaire d’une caféière. Elle était la tante de Jean-Jacques Dessalines. Femme énergique, elle est astreinte quotidiennement au rude labeur des champs. Son meilleur ami était son propre neveu Jean-Jacques. Le colon Duclos, prenant ombrage de cette relation confraternelle qui risquait de devenir tôt ou tard dangereuse pour sa sécurité, se débarrassa d'elle en la transférant à l'habitation Déluger. 
Dans ce nouveau domaine, Toya fut rapidement mise à la tête d'environ une cinquantaine d'esclaves. Elle y est souvent dépeinte comme ayant à la main une faux, sur une épaule une houe, et un couteau à indigotier suspendu à la ceinture de son caraco. Sous son commandement, une partie du groupe d'esclaves est envoyée au déboisement, une autre au labourage, d'autres à récolter et à mettre dans de grands paniers des céréales. 

## Liens avec Dessalines
Victoria Montou a largement contribué à la construction de la personnalité de Jean-Jacques Dessalines, considéré aujourd'hui comme le père fondateur de la nation haïtienne. La contribution de Victoria Mantou dans l'éducation de Jean-Jacques est si grande que Dessalines, devenu Empereur, en témoignera lui-même publiquement. C'est une charge qui a été attribuée à Toya par la mère de Jean-Jacques avant de mourir. 
Toya a en effet enseigné à son neveu l'histoire de leurs ancêtres africains, la culture africaine, les idées révolutionnaires, la liberté, le combat au corps à corps et le lancer de couteau. Un enseignement jugé dangereux par Henri Duclos qui observait de très près la pédagogie de Victoria Montou et la motivation du très jeune Jean-Jacques à apprendre.

## Engagement dans la révolte
Quelques années plus tard, et toujours à l'habitation Déluger, Toya, à la tête de son groupe d'esclaves participa à l'agitation généralisée parmi les esclaves de l'île de Saint-Domingue. Ce petit groupe de révoltés, sous le commandement de Toya, a été vite cerné et fait prisonnier par un régiment. Durant la lutte, Toya se sauva poursuivie par deux militaires ; un corps à corps eut lieu entre eux et Toya. L'un d'eux fut grièvement blessé par Toya ; l'autre et quelques autres militaires, arrivés à temps, arrêtèrent Toya et la firent prisonnière.

## Indépendance et Empire
En septembre 1804, Jean-Jacques Dessalines devient Premier Empereur d'Haïti sous le nom de Jacques Ier, et Victoria Montou devient par la même occasion "Duchesse Impériale". En 1805, peu après l'établissement de l'empire, alors que l'état de santé de Toya laissait à craindre le pire, l'empereur Jean-Jacques Dessalines fut appelé à son chevet, éploré, il demanda au médecin de famille Mirambeau, à qui il la présenta comme étant sa parente : « Cette femme est ma tante, soignez-la comme vous m'auriez soigné moi-même. Elle a eu à subir comme moi toutes les peines, toutes les émotions durant le temps que nous étions condamnés côte à côte aux travaux des champs ». Il n'y parvint visiblement pas ; Toya mourut le jour même, le 12 juin 1805. Elle fut inhumée le lendemain, entouré de huit brigadiers de la garde de l'empereur, portant alternativement le cadavre. L'impératrice Marie-Claire Bonheur, vêtue de noir, encadrée par deux sous-officiers, conduisait le convoi mortuaire.